# Mike Oldfield
Mike Oldfield, właśc. Michael Gordon Oldfield (ur. 15 maja 1953 w Reading) – brytyjski muzyk i kompozytor. W swojej twórczości łączy rock progresywny z muzyką folkową, klasyczną, elektroniczną i new-age. Jest multiinstrumentalistą, który stał się sławny dzięki swoim solowym instrumentalnym albumom. Oldfield wydał ponad 20 albumów, najnowszy Return to Ommadawn w roku 2017, będący sequelem płyty Ommadawn z 1975.

## Życiorys

### Dzieciństwo
Mike Oldfield urodził się w Reading, w południowej Anglii. Jego ojciec Raymond Oldfield był lekarzem rodzinnym, a matka Maureen Liston – irlandzką pielęgniarką. Starsze rodzeństwo – siostra Sally i brat Terry, również związali się z branżą muzyczną i nawet pojawili się na kilku albumach artysty. Oldfield miał też młodszego brata Davida, który miał zespół Downa i umarł w wieku niemowlęcym.
Oldfield mieszkał przy Western Elms Avenue w Reading, do czasu gdy mając lat trzynaście przeprowadził się z rodziną do Harold Wood w Esseksie.

### Początek kariery
Oldfield samodzielnie nauczył się gry na gitarze i już jako nastolatek zaczął grywać w lokalnych klubach folkowych w Reading. W tym też czasie zaczął też tworzyć swoje pierwsze kompozycje. W 1967 r. Oldfield wraz z siostrą Sally założyli folkowy zespół The Sallyangie. Kiedy stali się rozpoznawalni w lokalnym środowisku, podpisali kontrakt z wytwórnią Transatlantic Records. Ich pierwszy i jedyny album ukazał się w 1968 r. i nosił tytuł Children of the Sun. Po rozpadzie The Sallyangie, Mike dołączył do brata Terryego i tak powstał rockowy zespół Barefoot.
W 1970 r. Oldfield dołączył jako basista i sporadycznie główny gitarzysta do zespołu Kevina Ayersa The Whole World. Mike występował gościnnie w dwóch albumach Ayersa: Whatevershebringswesing i Shooting at the Moon. W zespole rolę keyboardzisty i kompozytora pełnił David Bedford, z którym Oldfield bardzo się zaprzyjaźnił. Bedford pomagał w komponowaniu wczesnej wersji Tubular Bells i późniejszej aranżacji i dyrygowaniu orkiestrowej wersji Orchestral Tubular Bells (1974).
Mike Oldfield próbował przedstawiać różnym wytwórniom demo swojej wstępnej wersji Tubular Bells (jako 25-minutową suitę, wstępnie nazwaną „Opus One”), ale żadna z nich nie zdecydowała się wydać albumu młodego muzyka. W 1971 roku 18-letni Oldfield trafił do Richarda Bransona, właściciela małego studia nagraniowego – Virgin Records oraz wysyłkowego sklepu płytowego. Branson zainteresował się projektem kompozytora i postanowił udostępnić mu studio oraz dwóch inżynierów dźwięku: Simona Heywortha i Toma Newmana. Ta sesja studyjna zaowocowała powstaniem albumu Tubular Bells, w którego skład wchodziło ponownie nagrane „Opus One” (jako „Part One”) oraz „Part Two”, drugiej część suity, napisanej i pierwszy raz nagranej już w studio.

### Rozwój kariery
Tubular Bells okazała się sukcesem zarówno artystycznym, jak i komercyjnym. Dobre przyjęcie przez krytyków oraz świetna sprzedaż rozsławiły młodego kompozytora. Dwuczęściowa suita stała się jedną z klasycznych pozycji rocka progresywnego. Podsumowaniem sukcesu albumu było wykorzystanie początkowej części „Part One” jako motywu muzycznego w filmie Egzorcysta (1973).
Oldfield, zaskoczony całym zamieszaniem związanym z nagłą sławą, przeniósł się do Kington, leżącego w hrabstwie Herefordshire, niedaleko granicy walijskiej. Tam też zaczął, z dala od ludzi, pracować nad nowym albumem. Praca nad nim przebiegała w spokojniejszej atmosferze niż wcześniej, dlatego Hergest Ridge został lepiej dopracowany i nadano mu pełniejszy kształt w warstwie muzycznej. Album został wydany w sierpniu 1974 r. Pomimo braku promocji i odmówienia udzielania wywiadów prasie przez Oldfielda, album dotarł do pierwszego miejsca sprzedaży albumów w Wielkiej Brytanii, utrzymując się tam przez trzy tygodnie, co było lepszym wynikiem od poprzedniej płyty Tubular Bells, która utrzymała się tylko tydzień. W warstwie muzycznej Hergest Ridge stanowi kontynuację Tubular Bells – zawiera dwie, około dwudziestominutowe suity, prawie całkowicie instrumentalne, sporadycznie przeplatane chórkami, które nie śpiewają konkretnych tekstów, lecz także traktowane są jak instrumenty.
Sława coraz bardziej dawała się we znaki młodemu, cichemu chłopakowi. Swoje problemy odreagowywał za pomocą LSD i alkoholu. Postanowił jednak walczyć z nałogami, wizualizując sobie, iż rodzi się na nowo. Nie jest pewne, czy skorzystał z pomocy terapeuty. Wydany w 1975 roku album Ommadawn to przejaw małej rewolucji. Po raz pierwszy artysta zaprosił do studia innych artystów, wcześniej wolał pracować sam. „Part One” to suita, która w swym założeniu ma przedstawiać nowe narodziny. Słychać tu o wiele szersze spektrum instrumentów niż na poprzednich albumach, np. afrykańskie bębny. Druga część to pewnego rodzaju rozładowanie emocji. Mniej melodyki, więcej ciągnących się sekcji. Końcówkę albumu stanowi krótka piosenka „On Horseback”, śpiewana (a właściwie recytowana) przez samego Oldfielda.
Muzyk zaczął się otwierać i jego stan psychiczny poprawił się – postanowił te zmiany przypieczętować. W 1978 roku wziął udział w kontrowersyjnym programie terapeutycznym Exegesis. Ta terapia zupełnie odmieniła artystę, niektóre jego zachowania były niezrozumiałe, np. poślubił siostrę terapeuty, które to małżeństwo przetrwało zaledwie dwa tygodnie. Po ukończeniu terapii muzyk zaczął pracować nad nowym albumem Incantations, który ukazał się jeszcze w tym samym roku. Dwupłytowy album zawiera jedną suitę podzieloną na cztery części. Słychać na nim zmiany, które nastąpiły w umyśle artysty – choć materiał stworzono w podobnym stylu co poprzednie, zawiera mniej partii gitarowych. Trzon muzyczny stanowią syntezatory, flety oraz sekcja smyczkowa. Duża dynamika oraz poetyckie teksty śpiewane przez Maddy Prior również stanowią zmianę w stosunku do poprzednich dzieł. Zmiany widać również na okładce albumu – występuje na niej sam Oldfield, ale z obciętymi włosami, ogoloną brodą i ubiorze zupełnie nie pasującym do jego poprzedniego, hippisowskiego stylu. Jest to ostatni album należący do tzw. „wielkiej czwórki”, czyli pierwszych, progresywnych dzieł Oldfielda.
Oldfield nabrał ochoty na udzielanie wywiadów, a także chciał wyruszyć w trasę koncertową. Było to zaskoczenie dla ludzi z wytwórni Virgin, szczególnie, że artysta zażądał wysokiego finansowania tejże trasy. Chciał by było to w pełni profesjonalne tournée, z dużą liczbą pomocników. Wywołało to także pierwsze konflikty z wytwórnią. Oldfield odczuwał, że jest gorzej traktowany niż nowsi artyści wydający pod szyldem Virgin Records. 17 lipca 1979 roku wydany został album Exposed, koncertowy zapis niektórych utworów granych w czasie trasy. Mimo wydania płyty, artysta na całym przedsięwzięciu związanym z koncertowaniem odnotował straty finansowe.

### Zwrot w stronę popu
Problemy finansowe pchnęły Oldfielda do zmiany muzycznych preferencji jego dzieł. Nawiązanie do, będących wówczas na topie, gatunków disco i punk rock było pierwszym pomysłem na obranie nowego kierunku w jego muzyce. Wydany w 1979 roku album Platinum zawierał odmieniony materiał. Pierwsza część albumu to kilkunastominutowa suita, rytmem nawiązująca do disco, choć znalazły się tam także partie grane na trąbkach oraz charakterystyczna gitara Oldfielda. Część druga to krótsze utwory: dwa śpiewane i dwa instrumentalne, w tym „Punkadiddle” – parodia muzyki punk rockowej.
Oldfield nie potrafił znaleźć formuły następnego albumu. Niemoc twórcza spowodowała, że poprosił przedstawicieli wytwórni Virgin o sugestie. Ci zaproponowali, by na płycie znalazły się przynajmniej dwa covery – utwór instrumentalny „Arrival” zespołu ABBA oraz coś z repertuaru The Shadows. Sugestia ta została zrealizowana, po części z braku własnych pomysłów, po części z chęci chociaż tymczasowego pogodzenia się z wytwórnią. Efektem prac po tychże konsultacjach jest wydany w 1980 roku album QE2, którego nazwa nawiązuje do statku pasażerskiego Queen Elizabeth 2. Jest to zbiór miniatur instrumentalnych, wśród których znalazła się piosenka „Arrival” oraz „Wonderful Land” grupy The Shadows. Album nie wyróżnia się niczym szczególnym, nie stanowi też poważnego zwrotu w kierunku artystycznym, choć sygnalizuje wyjątkowe zainteresowanie Oldfielda Vocoderem.
Bardzo wyraźnie słychać to na następnym albumie artysty, Five Miles Out. Wydana w 1982 roku płyta charakteryzuje się dość rockowym rytmem wymieszanym z elektronicznym brzmieniem instrumentu Fairlight. Pierwsza część albumu to trwająca 25 minut suita „Taurus II” o bardzo zmiennej rytmice i melodyce. Drugą część stanowią piosenki oraz krótsze utwory instrumentalne. Materiał na albumie został nasycony dźwiękami Vocodera, co dało charakterystyczny klimat całości. Singiel promujący tytułową piosenkę zyskał popularność, co przełożyło się także na komercyjny sukces całego albumu.
Już w czasie trasy koncertowej w 1982 roku Oldfield zaczął przygotowywać materiał na nową płytę, zapisując często pomysły na bibułkach papierosowych, które miał pod ręką. 27 maja 1983 roku, czyli dokładnie 10 lat po wydaniu Tubular Bells, ukazał się album Crises. Największym sukcesem z tego albumu była zaśpiewana przez Maggie Reilly piosenka „Moonlight Shadow”. Singiel z tym utworem dotarł na szczyty list przebojów, a kompozycja stała się jednym z najbardziej rozpoznawalnych utworów Oldfielda. Sam album składał się ponownie z części instrumentalnej, oraz krótszych form muzycznych. Tytułowa suita to ciężka, elektroniczna, czasami lekko rockowa forma, uzupełniona patiami perkusji Simona Phillipsa.
Jeszcze w 1983 roku Oldfield skończył pracę nad ścieżką dźwiękową do filmu Pola śmierci (1984). Pomocy przy częściach symfonicznych oraz chóralnych udzielał mu David Bedford. Materiał zawierający ponad cztery godziny zsynchronizowanej z obrazem muzyki, został jednak ostatecznie pocięty i zmontowany przez reżysera w sposób zupełnie inny niż chciał tego muzyk. Mimo wszystko muzyka została doceniona i otrzymała nominację do nagrody BAFTA. W tym samym roku w budapesztańskim planetarium wystawiono spektakl laserowy do muzyki Oldfielda.
Zaraz po napisaniu filmowej ścieżki dźwiękowej, Oldfield postanowił nagrać album zbliżony bardziej do gatunku pop. Do ponownej współpracy zaprosił Barry’ego Palmera, z którym nagrał kilka miesięcy wcześniej singiel „Crime of Passion”. Na wydanym w czerwcu 1984 roku popowym albumie Discovery dominującym instrumentarium były syntezatory i urządzenia samplujące. Przeciwwagą dla siedmiu melodyjnych piosenek był instrumentalny „The Lake”, muzyczna wizja Jeziora Genewskiego, na które Oldfield miał widok ze swojego studia w Szwajcarii. W tym samym roku ukazał się album z wcześniej skomponowaną muzyką do filmu. The Killing Fields to prawie czterdziestominutowy materiał ze ścieżki dźwiękowej nagranej przez kompozytora. Wiele niewydanego do dzisiaj materiału znajduje się wyłącznie w filmie.
Okres po wydaniu Discovery stał się momentem pierwszej fascynacji Oldfielda związanej z filmem, a szczególnie tworzeniem obrazów za pomocą komputera. Efektem tego był teledysk do wydanego wówczas singla „Pictures in the Dark”. Piosenka śpiewana przez Anitę Hegerland i Aleda Jonesa zobrazowana jest w komputerowym świecie latających elementów wyposażenia sypialni, labiryntów i otwierających się okien. Ten styl towarzyszył teledyskom muzyka przez kilka kolejnych lat. Drugim singlem wydanym w tym okresie był „Shine”, z piosenką zaśpiewaną przez Jona Andersona. Po wydaniu singla Oldfield wyruszył w trasę koncertową Discovery Tour 1984.
Po trzech latach muzyk wydał nowy album, Islands. Miał on być początkowo albumem wideo, jednak pomysł ten został odłożony na później. Album jest podzielony na część instrumentalną oraz utwory zawierające partie wokalne. Zawiera on dwudziestominutową suitę „The Wind Chimes” oraz piosenki nagrane z kilkoma wokalistami i wokalistkami. Jednym z ważniejszych utworów na płycie jest tytułowa piosenka „Islands”, śpiewana przez Bonnie Tyler. W 1988 roku wydane zostało wideo The Wind Chimes zawierające teledyski do pełnego albumu.
W 1989 roku wydano album Earth Moving, składający się w całości z popowych piosenek, pozbawiony utworów instrumentalnych. Album znacznie odbiegał od dawnego stylu kompozytora. Nie odniósł też znacznego sukcesu komercyjnego, a single nie utrzymywały się zbyt długo na listach przebojów. Spowodowało to, iż Richard Branson zaczął mniej naciskać na Oldfielda, by ten kierował się w stronę popu. Stało się to impulsem do nagrania następnej płyty w trochę inny sposób niż przez ostatnie dziesięć lat.

### Koniec współpracy z Virgin
Pod koniec lat 80. Oldfield wpadł na pomysł, by nagrać kontynuację albumu Ommadawn. Koncepcja jednak na tyle zmieniła się w czasie samego nagrywania albumu, iż wydaną w 1990 płytę zatytułowano Amarok. Miał to być album nagrywany sprawdzonym sposobem z początku jego kariery. Źródłem tego pomysłu był zachwyt jaki Oldfield wzbudził w dźwiękowcach z BBC, gdy goszcząc w Radio One zagrał parę utworów na wielu instrumentach. Muzyka na płycie to jeden, trwający godzinę utwór nawiązujący formą (oraz instrumentarium) do pierwszych dokonań muzyka, jednak znacznie bardziej zróżnicowany. Wśród najgorliwszych fanów Oldfielda album zyskał miano kultowego. Chcąc promować tę płytę (ponieważ wytwórnia w zasadzie tego nie robiła) Oldfield ogłosił konkurs, w którym zadaniem było odnalezienie ukrytego w muzyce przesłania nagranego kodem Morse’a.
Ostatnim kontraktowym albumem nagranym dla Virgin był Heaven’s Open, na którym znalazło się kilka utworów śpiewanych. Teksty mówią o pogoni za pieniędzmi, wykorzystywaniu innych ludzi oraz braku perspektyw. Jest to nawiązanie do problemów, które artysta miał z szefem wytwórni płytowej. Osobistego wydźwięku dodaje fakt, że piosenki śpiewane są przez samego Oldfielda. Drugą część albumu zajmuje suita nagrana głównie przy pomocy instrumentów elektronicznych. W związku z tym, iż Heaven’s Open był ostatnią płytą wydaną w ramach kontraktu Oldfielda z Virgin, artysta miał teraz wolną rękę i postanowił zrealizować pomysł, o którym od dawna myślał – drugą część Tubular Bells.

### Nowa wytwórnia
Oldfield myśląc o stworzeniu nowej wersji debiutanckiego albumu, nie chciał by nawiązywała do wytwórni Virgin, z którą miał niemiłe wspomnienia. Muzyk podpisał kontrakt z Warner Music Group. W 1992 roku premierę miał album Tubular Bells II. Zgodnie z oczekiwaniami, wydawnictwo dotarło do pierwszego miejsca na brytyjskiej liście albumów. Była to świeża aranżacja wykorzystująca najnowocześniejsze osiągnięcia techniczne.
W 1993 roku wydana została składanka Elements: The Best of Mike Oldfield, podsumowującą lata w Virgin. Wydawnictwo dostępne było w wersji jednopłytowej oraz w czteropłytowej wersji kolekcjonerskiej. Kompilacja zawierała utwór też „Sentinel”, do którego prawa posiadała wytwórnia Warner.
W 1994 roku Oldfield zafascynował się wirtualną rzeczywistością, czego wynikiem był album The Songs of Distant Earth. Dzieło utrzymane w stylu chillout oparte zostało na fabule książki Arthura C. Clarke’a pod tym samym tytułem. Oldfield chciał stworzyć wirtualny świat, którego tłem byłaby jego muzyka, jednak ówczesne możliwości techniki komputerowej zmusiły go do odłożenia projektu na później.

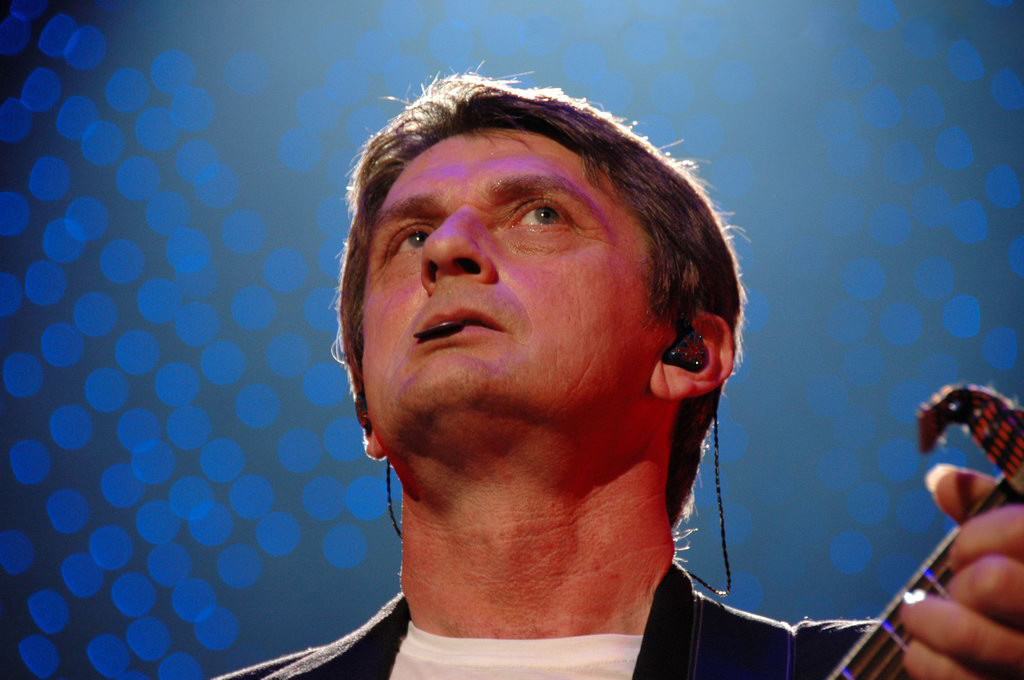
Oldfield podczas koncertu

W 1996 roku wydano płytę Voyager, album z muzyką typowo celtycką. Część utworów to aranżacje tradycyjnych utworów ludowych, część natomiast to utwory autorskie lub aranżacje utworów współczesnych artystów muzyki celtyckiej. Po nagraniu Voyagera, Oldfield wyprowadził się na Ibizę. Efektem czasu spędzonego na wyspie pełnej dyskotek był album Tubular Bells III. Trzecia część serii nie była typową kontynuacją ani aranżacją oryginału. Był to świeży materiał, muzycznie nawiązujący do współczesnej muzyki tanecznej.
Chcąc wrócić do swoich progresywnych korzeni, multiinstrumentalista postanowił nagrać album, którego motywem przewodnim byłby jego ulubiony instrument – gitara. Wydany w 1999 roku album Guitars zawiera materiał nagrany tylko przy pomocy gitar (akustycznych, jak i elektrycznych) oraz sampli gitarowych.
Zaraz po nagraniu Guitars, artysta zaczął pracę nad koncepcyjnym albumem, mającym uświetnić nadchodzące nowe tysiąclecie. The Millennium Bell jest albumem, który w założeniu przedstawia historię ostatnich 2000 lat w formie muzycznej. Album wydaje się być niedopracowany, niektórzy fani zarzucali artyście niską jakość oraz plagiat utworów innych twórców, szczególnie Vangelisa. Muzyk uświetnił przywitanie 2000 roku w Berlinie, dając darmowy koncert, którego główną częścią było zagranie całości materiału z The Millennium Bell. Materiał filmowy z tego wydarzenia wydany został na DVD pod tytułem The Art in Heaven Concert.

### Dalsza twórczość

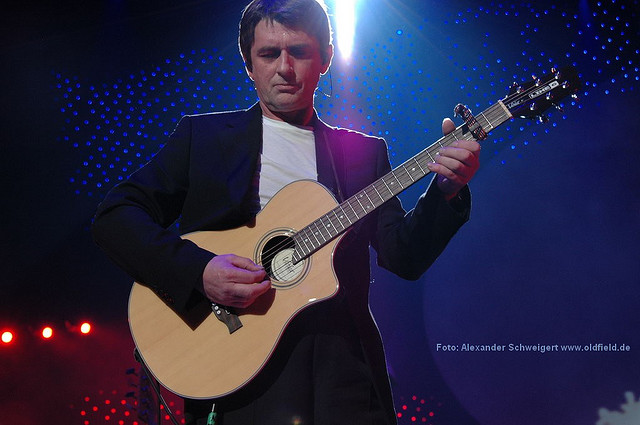
Oldfield podczas koncertu (2006)

Po wydaniu The Millennium Bell fani musieli czekać trzy lata na następną płytę. W tym czasie w 2001 roku, nakładem Virgin Records, wydana została składanka The Best of Tubular Bells – płyta zawiera fragmenty wszystkich części Tubular Bells oraz The Millennium Bell. Oldfield wrócił do pomysłu wirtualnej rzeczywistości ilustrowanej muzyką. Początkowo projekt nazwany został MusicVR; miała to być pacyfistyczna gra komputerowa. Ostatecznie pierwsza gra wydana została pod tytułem Tres Lunas, a razem z nią album muzyczny pod tym samym tytułem. Tłem dla wirtualnego świata (bardzo podobnego do teledysków wykonanych przez muzyka w drugiej połowie lat 80.) oraz zawartością albumu była muzyka chillout. Jednakże część materiału wykorzystana w grze nie została umieszczona na płycie – w związku z tym fani wyodrębnili z aplikacji gry muzykę i wydali nieumieszczone na oficjalnym wydawnictwie utwory. Bootleg z nieopublikowaną na albumie muzyką pojawił się w sieci jeszcze w tym samym roku pod tytułem Tres Lunas II.
Pomimo wydania w 1992 roku Tubular Bells II, Oldfield wciąż czuł, że jego debiutancki album, nagrany w pośpiechu, nie jest taki jaki sobie wyobrażał. Dlatego w sierpniu 2002 roku muzyk zaczął ponownie aranżować muzykę ze swojego debiutu. W maju następnego roku wydana została Tubular Bells 2003, odświeżona wersja debiutanckiego albumu, muzycznie nie różniąca się wiele od oryginału. Największą różnicę stanowi „Caveman” na oryginale nazywany „Piltdown Man” (element „Part Two”), który zaśpiewany został na dwa głosy. Mistrzem ceremonii pierwszej części został John Cleese, brytyjski komik (współtwórca Latającego cyrku Monty Pythona). Okładka albumu jest zmienioną, stworzoną komputerowo wersją oryginalnej okładki namalowanej przez Trevora Keya.
W 2005 roku wydana została płyta Light + Shade, kontynuacja Tres Lunas; album zawiera również oficjalnie wydaną muzykę z Tres Lunas II. Dwie płyty CD podzielono na część „jasną” (light) i „ciemną” (shade), które odróżniają się stylistyką.
W 2007 roku Oldfield doszedł do wniosku, że jeszcze nigdy nie skomponował od początku do końca klasycznej suity. Podjął decyzję by stworzyć autorski album z muzyką poważną. W 2008 roku nakładem Mercury Records wydana została płyta Music of the Spheres, typowe dzieło muzyki poważnej, lekko nawiązujące do debiutanckiej płyty. Album zyskał przychylność słuchaczy, osiągając pierwsze miejsce w brytyjskim zestawianiu płyt z muzyką poważną oraz miejsca w pierwszej dwudziestce większości krajów europejskich.
Przez długi czas nie były znane dalsze plany Oldfielda. Wytwórnia Mercury starała się jak najlepiej wykorzystać kontrakt z muzykiem, wydając reedycje starszych albumów w najrozmaitszych formatach (jak choćby płyty winylowe). W 2014 roku ukazał się nowy album Man on the Rocks. W 2017 roku wydano kolejny album Oldfielda zatytułowany Return to Ommadawn.
Następnym albumem, który wydał jest Tubular Bells Anniversary na 50-lecie Dzwonów Rurowych.

## Życie prywatne
Oldfield jest bratem multiinstrumentalistki Sally Oldfield i kompozytora Terriego Oldfielda. Ojciec siedmiorga dzieci: Molly, Dougala (zm. 2015) i Luke’a z Sally Cooper; Greta i Noah z Anitą Hegerland; Jake’a oraz Eugene z Fanny Vandekerckhove.

## Dyskografia

### Albumy studyjne
- Tubular Bells (1973)
- Hergest Ridge (1974)
- Ommadawn (1975)
- Incantations (1978)
- Platinum (1979)
- QE2 (1980)
- Five Miles Out (1982)
- Crises (1983)
- Discovery (1984)
- The Killing Fields (1984)
- Islands (1987)
- Earth Moving (1989)
- Amarok (1990)
- Heaven’s Open (1991)
- Tubular Bells II (1992)
- The Songs of Distant Earth (1994)
- Voyager (1996)
- Tubular Bells III (1998)
- Guitars (1999)
- The Millennium Bell (1999)
- Tr3s Lunas (2002)
- Tubular Bells 2003 (2003)
- Light + Shade (2005)
- Music of the Spheres (2008)
- Tubular Bells 2009 (2009)
- Man on the Rocks (2014)
- Return to Ommadawn (2017)

### Kompilacje
- Boxed (1976)
- The Complete (1985)
- Elements (1993)
- XXV – The Essential (1997)
- The Best Of Tubular Bells (2001)
- Collection (2002)
- Platinum Collection (2006)

### Albumy koncertowe
- Exposed (1979)
- Airborn (1980)

### Inne
- The Orchestral Tubular Bells (1975)
- Tubular Beats (2013)

## Nagrody i nominacje
| Rok  | Album                                       | Kategoria                      | Nagroda   | Źródło |
| ---- | ------------------------------------------- | ------------------------------ | --------- | ------ |
| 1975 | Tubular Bells jako motyw z filmu Egzorcysta | Najlepszy utwór instrumentalny | Wygrana   | [ 32 ] |
| 1998 | Voyager                                     | Najlepszy utwór New Age        | Nominacja | [ 33 ] |

| Rok  | Album            | Kategoria               | Nagroda   | Źródło |
| ---- | ---------------- | ----------------------- | --------- | ------ |
| 1984 | Moonlight Shadow | The Most Performed Work | Nominacja | [ 34 ] |

| Rok  | Kategoria                                | Nagroda |
| ---- | ---------------------------------------- | ------- |
| 1975 | Najlepszy wszechstronny instrumentalista | Wygrana |
| 1976 | Najlepszy wszechstronny instrumentalista | Wygrana |
| 1977 | Najlepszy wszechstronny instrumentalista | Wygrana |

## Filmografia
- 2009: Prog Rock Britannia (film dokumentalny, reżyseria: Chris Rodley)[35].